# 神風 (初代神風型駆逐艦)
|          | |
| 艦歴     | |
| 計画     | 明治37年度臨時軍事費                                                                                           |
| 起工     | 1904年8月20日                                                                                                  |
| 進水     | 1905年7月15日                                                                                                  |
| 就役     | 1905年8月16日                                                                                                  |
| その後   | 1905年12月12日駆逐艦に種別変更 1912年8月28日三等駆逐艦 1924年12月1日掃海艇編入 1928年7月6日廃駆逐艦第8号と仮称 |
| 除籍     | 1928年4月1日                                                                                                   |
| 廃船     | 1928年10月12日認許                                                                                             |
| 性能諸元 | |
| 排水量   | 常備：381t 満載：450t                                                                                          |
| 全長     | 69.2メートル                                                                                                   |
| 全幅     | 6.6メートル |
| 吃水     | 1.8メートル |
| 機関     | レシプロエンジン2基2軸、6,000hp                                                                                |
| 最大速力 | 29ノット |
| 航続距離 | 11ノット/850カイリ                                                                                             |
| 乗員     | 70人 |
| 兵装     | 80mm（40口径）単装砲 2門 80mm（28口径）単装砲 4門 450mm魚雷発射管 2門                                          |

神風（かみかぜ）は、大日本帝国海軍の駆逐艦で、神風型駆逐艦 (初代)の1番艦である。同名艦に神風型駆逐艦 (2代)の「神風」があるため、こちらは「神風 (初代)」や「神風I」などと表記される。

## 艦歴
1904年（明治37年）7月20日もしくは8月20日、横須賀海軍工廠で起工。1905年（明治38年）2月15日、命名（製造番号第1号）。
同年7月15日進水。同月21日、本型の中では潮・初霜に続く3番艦として駆逐艦に類別。同年8月16日、竣工。
第一次世界大戦ではシンガポール方面の警備に従事し、シベリア出兵時には沿海州の沿岸警備を行った。
1924年（大正13年）12月1日、駆逐艦籍より除かれ掃海艇に編入。1928年（昭和3年）4月1日、除籍。同年7月6日「廃駆逐艦第8号」と仮称。調査の結果老朽化が著しく進行しており、10月12日、廃船認許。

## 艦長
※『日本海軍史』第9巻・第10巻の「将官履歴」及び『官報』に基づく。
駆逐艦長
- 横尾義達 少佐：1905年12月12日 - 1906年1月25日
- （兼）海老原啓一 少佐：1906年1月25日 - 8月30日
- 金崎彦四郎 大尉：1906年8月30日 - 1908年2月1日
- 犬山秀一 少佐：1908年2月1日 - 5月15日
- 堀江豊雄 大尉：1908年5月15日 - 11月20日
- 西田徳次 大尉：1908年11月20日 - 1909年10月15日
- 園田般二郎 大尉：1909年10月15日 - 1911年1月23日
- 原完二 大尉：1911年1月23日 - 1913年4月1日
- 杉浦正雄 大尉：1913年4月1日 - 1914年12月1日
- 高橋善四郎 大尉：不詳 - 1915年6月30日[10]
- 林義寛 大尉：1915年6月30日[10] - 1916年4月4日
- 御堀伝造 少佐：1916年4月4日 - 12月1日
- 色川武夫 大尉：1916年12月1日 - 1917年12月1日[11]
- 村田章一 大尉：1917年12月1日[11] - 1918年12月1日[12]
- 岡田偆一 大尉：1918年12月1日 - 1919年3月10日
- 高山忠三 大尉：1919年3月10日[13] - 12月1日[14]
- 大島平 少佐：1919年12月1日[14] - 1920年12月1日[15]
- 園二郎 大尉：1920年12月1日[15] - 1922年6月10日[16]
- 福原一郎 大尉：1922年6月10日[16] - 1922年11月1日[17]
- 三塚俊男 大尉：1922年11月10日[18] - 1923年5月1日[19]
- 後藤伝治郎 大尉：1923年5月1日[19] -
- 勝野実 大尉：1923年12月1日 - 1924年12月1日

掃海艇長
- 勝野実 大尉：1924年12月1日 - 1925年8月1日
- 宮本定知 大尉：1925年8月1日 - 1926年12月1日